# Stickmen
Stickmen is een Nieuw-Zeelandse film uit 2001, geregisseerd door Hamish Rothwell.

## Rolverdeling
| Acteur          | Personage |
| --------------- | --------- |
| Robbie Magasiva | Jack      |
| Scott Wills     | Wayne     |
| Paolo Rotondo   | Thomas    |
| Simone Kessell  | Karen     |
| Anne Nordhaus   | Sara      |
| John Leigh      | Dave      |
| Kirk Torrance   | Holden    |